# Щастливий Сергій Миколайович
Сергій Миколайович Щастливий (нар. 5 лютого 1977, Кролевець, Сумська область) — український футболіст. Захисник, грав, зокрема у «Зірці» (Кіровоград), «Зорі» (Луганськ), «Оболоні» (Київ), ФК «Львів» і «Прикарпатті» (Івано-Франківськ).

## Ігрова кар'єра
Вихованець кролевецького футболу. Перший тренер — Микола Безверхий.
На професіональному рівні дебютував 4 квітня 2000 у виїзній грі групи Б другої ліги «Борисфен» (Бориспіль) — «Зірка-2» (Кіровоград). 25 травня того ж року вперше на поле в грі вищої ліги за головну команду «Зірки». Відразу з першої гри став гравцем основного складу кіровоградського клубу. У сезонах 2001/02 і 2002/03 грав у першій лізі, влітку 2003 року посів із «Зіркою» перше місце в першій лізі. Наступного сезону кіровоградці посіли останнє місце у вищій лізі.
З 2004 року грав у першолігових командах: «Зоря» (Луганськ), «Оболонь» (Київ), ФК «Львів» і «Прикарпаття» (Івано-Франківськ).

## Тренерська кар'єра
Головний тренер футбольного клубу «Кролевець».